# Хьюстон, Нэнси
Нэнси Хьюстон (англ. Nancy Huston, р. 16 сентября 1953, Калгари) — канадская писательница, автор романов и эссе.

## Биография
В 1968 переехала с семьей в США. В 1973 приехала в Париж. Подготовила в EHESS диссертацию под руководством Ролана Барта.
Прозу пишет на французском, а затем самостоятельно переводит свои тексты на английский.

## Личная жизнь
С 1979 по 2014 год была замужем за философом и историком Цветаном Тодоровым. В браке родилось двое детей: Леа и Саша.

## Публикации на русском языке
- Печать ангела. М.: Текст, 2002.
- Дольче агония. М.: Текст, 2003.
- Обожание. М.: Текст, 2006.
- Линии разлома. М.: Текст, 2008.

## Признание
За свою литературную деятельность Нэнси неоднократно представлялась к государственным и общественным наградам.
- 1993 — специальный приз канадского генерал-губернатора.
- 2005 — Орден Канады.
- 2006 — Премия Фемина и премия Французского телевидения.
- 2007 — почетный профессор Льежского университета.
- 2010 — почетный профессор университета Оттавы[6]

## Фильмография
В 1998 году, по сценарию, написанному Нэнси Хьюстон, французский режиссер Ив Анжело снял фильм Voleur de vie, с Эммануэль Беар и Сандрин Боннер в главных ролях. Фильм был представлен на 55-м Венецианском кинофестивале.
В 1999 году выходит совместный канадо-франко-бельгийский фильм кинорежиссёра Леа Пул Emporte-moi, для которого Нэнси Хьюстон пишет сценарий и снимается в нем в роли преподавательницы. Фильм был удостоен премии Ассоциации кинокритиков Торонто за лучший канадский фильм 1999 года и был номинирован на Золотого медведя на 49-м Берлинском международном кинофестивале.